# Милош Коцић
Милош Коцић (Лесковац, 4. јун 1985) бивши je српски фудбалер који је играо на позицији голмана.

## Каријера
Каријеру је почео 2001. године у омладинцима локалне Дубочице. Бранио је за Раднички Београд 2004. године и био члан Железника од 2004. до 2005. године када одлази у САД и брани за колеџ екипу Сент Џонс ред сторм. Од 2006. до 2008. године је, уз саиграча Радета Коковића, паралелно завршавао бизнис студије и играо фудбал за Лојола универзитет.
Након завршетка студија, остаје у Америци и наставља сениорску каријеру у МЛС екипи Ди-Си јунајтед. Почетком 2010. године прелази у канадски Торонто али је убрзо послат на каљење у Српске беле орлове. Праву шансу са Торонтом добија тек код Арона Винтера 2011. када је постао стандардан и стигао до капитенске траке. Крајем 2012. године потписује за Портланд тимберсе али ту није постао стандардан и најавио је крај играчке каријере крајем 2013. године. Предомислио се када је потписао за мађарски Ђер где је бранио од 2014. до 2015. године. После тога, прави паузу од четири године да би се реактивирао и поново бранио за Српске беле орлове од 2019. до 2021. године када одлази у дефинитивну играчку пензију и почиње рад са младим голманима у Академији Српских белих орлова.